# Kjeld Gustav Knuth-Winterfeldt

Knuth-Winterfeldt (India, 1957)

Graf Kjeld Gustav Knuth-Winterfeldt zu Rosendal (* 17. Februar 1908 in Frederiksberg; † 22. Dezember 1992 auf Gut Rosendal) war ein dänischer Hofmarschall, Kammerherr und Diplomat.

## Leben
Kjeld Gustav Knuth-Winterfeldt entstammte der Nebenlinie Knuth-Winterfeldt des mecklenburgisch-dänischen Uradelsgeschlecht Knuth. Sein Vater Viggo Christian Knuth-Winterfeldt war Bankdirektor und Begründer des Hauses Knuth-Winterfeldt. Seine Mutter war Anna Eleonora Frederikke Elisabeth Knuth-Winterfeldt, geborene Holck-Winterfeldt. Seine Brüder waren Preben und Eggert Knuth-Winterfeldt.
1926 nahm Knuth-Winterfeldt sein Studium in Roskilde auf, 1931 machte er seinen Abschluss als cand. jur. und wurde Vikar im Außenministerium. 1933 wurde er Sekretär und 1935 Vizekonsul in Hamburg. 1938 wurde er Legationssekretär in Tokio. 1942 diente er wieder als Sekretär im Außenministerium.
1950 wurde Knuth-Winterfeldt Gesandter in Buenos Aires und zudem in Montevideo, La Paz und Santiago de Chile, 1951 auch in Asunción akkreditiert. 1953 wurde er Kontorchef im Außenministerium, 1956 assistierender Abteilungschef. 1954 wurde er Chef des Erwerbskontors des Außenministeriums. 1956 wurde er assistierender Chef für die ökonomisch-politische Abteilung. 1957 wurde er Leiter der dänischen Arbeitsdelegation in Indien. Im selben Jahre wurde er Botschafter in Ghana, 1958 in Washington, 1965 in Paris, 1966 in Bonn und damit zugleich Leiter der dänischen Militärmission in West-Berlin. 1972 wurde er Hofmarschall.
Knuth-Winterfeldt war Großkreuzritter des Dannebrogordens.

## Ehe und Nachkommen
Am 8. Dezember 1938 heiratete Knuth-Winterfeldt Gertrud Lina Baumann. Der Ehe entsprangen drei Kinder, die allesamt den Titel Graf respektive Gräfin tragen:
- Aksel Ivar Knuth-Winterfeldt (* 10. September 1940 in Kopenhagen; † 31. Dezember 1984)
- Ditlev Helge Knuth-Winterfeldt
- Isabel Suzanne Knuth-Winterfeldt

## Vorfahren
| Kjeld Gustav Knuth-Winterfeldt Graf von Knuth-Winterfeldt | Viggo Christian Knuth-Winterfeldt Graf von Winterfeldt | Frederik Christian Julius Knuth Graf von Knuthenborg             | Julius Knuth Graf von Knuthenborg                       |
| Kjeld Gustav Knuth-Winterfeldt Graf von Knuth-Winterfeldt | Viggo Christian Knuth-Winterfeldt Graf von Winterfeldt | Frederik Christian Julius Knuth Graf von Knuthenborg             | Georgine Frederikke Vilhelmine Knuth, geb. von Hauch    |
| Kjeld Gustav Knuth-Winterfeldt Graf von Knuth-Winterfeldt | Viggo Christian Knuth-Winterfeldt Graf von Winterfeldt | Anna Eleonora Frederikke Elisabeth Knuth, geb. Holck-Winterfeldt | Gustav Christian Holck-Winterfeldt Graf von Winterfeldt |
| Kjeld Gustav Knuth-Winterfeldt Graf von Knuth-Winterfeldt | Viggo Christian Knuth-Winterfeldt Graf von Winterfeldt | Anna Eleonora Frederikke Elisabeth Knuth, geb. Holck-Winterfeldt | Christiane Holck-Winterfeldt, geb. Danneskiold-Samsøe   |
| Kjeld Gustav Knuth-Winterfeldt Graf von Knuth-Winterfeldt | Clara Augusta Ingeborg Knuth-Winterfeldt, geb. Grüner  | Georg Johan Røebye Grüner Kammerherr                             | Gustav Grüner Kammerherr                                |
| Kjeld Gustav Knuth-Winterfeldt Graf von Knuth-Winterfeldt | Clara Augusta Ingeborg Knuth-Winterfeldt, geb. Grüner  | Georg Johan Røebye Grüner Kammerherr                             | Mariane Birgitte Grüner, geb. Røebye                    |
| Kjeld Gustav Knuth-Winterfeldt Graf von Knuth-Winterfeldt | Clara Augusta Ingeborg Knuth-Winterfeldt, geb. Grüner  | Clara Gudrun Grüner, geb. Simonsen                               | ?                                                       |
| Kjeld Gustav Knuth-Winterfeldt Graf von Knuth-Winterfeldt | Clara Augusta Ingeborg Knuth-Winterfeldt, geb. Grüner  | Clara Gudrun Grüner, geb. Simonsen                               | ?                                                       |